# Martyr Worthy
Martyr Worthy – wieś w Anglii, w hrabstwie Hampshire, w dystrykcie Winchester, w civil parish Itchen Valley, położona nad rzeką Itchen, na skraju parku narodowego South Downs. Leży 9 km na północny wschód od miasta Winchester i 92 km na południowy zachód od Londynu. Miejscowość liczy 110 mieszkańców.